# جاستن كاواشيما
جاستن كاواشيما (بالإنجليزية: Justin Kawashima)‏ هو ملحن ومنتج أسطوانات أمريكي، ولد في 18 نوفمبر 1970 في اليابان.

## وصلات خارجية
- جاستن كاواشيما على موقع IMDb (الإنجليزية)
- جاستن كاواشيما على موقع قاعدة بيانات الفيلم (الإنجليزية)